# بورس قزاقستان
بورس قزاقستان (انگلیسی: Kazakhstan Stock Exchange) بازار بورس اوراق بهادار قزاقستان است، که در نوامبر ۱۹۹۳ توسط بانک ملی قزاقستان راه‌اندازی شد. هم‌اکنون (۲۰۱۵) سهام ۱۳۰ شرکت در بورس قزاقستان دادوستد می‌شود و ارزش بازاری معادل ۴۲٫۵ میلیارد دلار، را دارا می‌باشد. در سال ۲۰۱۴ حجم گردش مالی بازار بورس قزاقستان معادل ۹۶۱٫۱ میلیون دلار برآورد گردید. ساختمان اصلی محل برگزاری بازار بورس قزاقستان، در شهر آلماتی مستقر می‌باشد.